# 米榮 (明朝)
米榮（1486年—1545年），字仁夫，號艮齋，福建省邵武府邵武縣人，軍籍。明朝政治人物。

## 生平
九月二十九日生，行一，治《易經》，由國子生中式嘉靖七年（1528年）戊子科福建鄉試第二十七名舉人，年四十七歲中式嘉靖十一年（1532年）壬辰科會試第二百六十八名，第三甲第二十三名進士。觀兵部政，授太平府推官，陞兵部主事，員外，湖廣僉事

## 家族
曾祖米友文；祖米惟寶；父米留住；母湯氏。具慶下。弟米華，子應鍾；應錡；應銑；應鐸。